# Рана, Каранбахадур
Каранбахадур Рана (англ. Karanbahadur Rana, 21 декабря 1898 — 25 июля 1973) — непальский кавалер креста Виктории, высшей воинской награды за героизм проявленный в боевой обстановке, что может быть вручена военнослужащим стран Содружества и прежних территорий Британской империи.

## Биография
К 19 годам Каранбахадур Рана был стрелком 2-го батальона Её Величества королевы Александры 3-го полка гуркхских стрелков 75-й дивизии армии Британской Индии. За свои действия в районе Эль-Кефра, Египет, 10 апреля 1918 года был представлен к награде.
В официальном объявлении о награде говорилось:
За проявление выдающейся храбрости, находчивости в неблагоприятной обстановке и полное презрение к опасности.

В ходе атаки он и несколько других человек под интенсивным обстрелом противника смогли подползти вместе с пулемётом «Льюис» на новый огневой рубеж, чтобы ликвидировать вражескую пулемётную точку, ставшую причиной серьёзных потерь среди офицеров и других чинов. Как только первый стрелок пулемётного расчёта «Льюиса» открыл огонь, он был застрелен мгновенно. Не медля ни секунды, стрелок Каранбахадур оттолкнул мертвеца от пулемёта и, не взирая на рвущиеся вокруг него гранаты и сильнейшую стрельбу с обоих флангов, он открыл огонь и поразил вражескую пулемётную команду. После чего переведя огонь на вражеских стрелков и гранатомётчиков, заставил их замолчать. Поддерживая свой пулемёт в рабочем состоянии он продемонстрировал потрясающее спокойствие, дважды ликвидируя его поломки. На протяжении остатка дня он проделал блестящую работу и при отходе войск поддерживал его прикрывающим огнём пока враг находился поблизости. Таким образом он показал высочайшие стандарты доблести и верности долгу..
Его крест Виктории хранится в экспозиции полкового музея гуркхов в Винчестере, Хэмпшир, Англия.